# Rhynchothorax arenicolus
Rhynchothorax arenicolus is een zeespin uit de familie Rhynchothoracidae. De soort behoort tot het geslacht Rhynchothorax. Rhynchothorax arenicolus werd in 1989 voor het eerst wetenschappelijk beschreven door Stock. 